# Pere Martí i Bertran
Pere Martí i Bertran (Sant Quirze de Besora, Osona, 1952) és un escriptor de literatura infantil i juvenil.
Va estudiar filologia catalana a la Universitat Autònoma de Barcelona i, un cop acabats aquests estudis, va exercir de professor de llengua i literatura a diversos centres d'Andorra, la Seu d'Urgell i Olot. També és catedràtic de llengua i literatura des del 1986 a l'ensenyament secundari. Per altra banda, també ha treballat com a professor de formació permanent del professorat, de sots-coordinador de la matèria de Literatura catalana per a les proves d'accés a la Universitat i de professor del CAP (Curs d'Aptitud Pedagògica) fins al 2013.
Ha col·laborat i col·labora en diversos mitjans de comunicació (Escola Catalana, Revista de Catalunya, El 3 de Vuit, Gent del Masnou, El 855...), amb articles i ressenyes majoritàriament relacionats amb la docència i amb la literatura infantil i juvenil. Relacionats amb aquests àmbits, també ha impartit conferències i ha participat en col·loquis, taules rodones...
Ha fet d'assessor literari i de corrector d'estil a editorials com l'Alfaguara, Lynx, Barcanova i la fundació El Solà; ha estat jurat de diversos premis, com el Premi Joaquim Ruyra de narrativa juvenil, el Premi de Literatura Infantil El Vaixell de Vapor, els Ciutat d'Olot, l'Aurora Díaz-Plaja…; i encara és coordinador d'un programa de ràdio setmanal dedicat a la Literatura Infantil i Juvenil, a Ràdio Vilafranca, el qual ha sigut diversos cops guardonat amb premis com el Premi Atlàntida (2003) al millor programa de ràdio atorgat pel Gremi d'Editors de Catalunya o el premi Pàgines hertzianes (2007) de la revista Faristol. El mateix any col·labora en la publicació 100 llibres de literatura infantil i juvenil en llengua catalana, conjuntament amb Josep Maria Aloy; Teresa Colomer Martínez; Pep Molist; Joan Portell Rifà; Miquel Rayó Ferrer; Caterina Valriu Llinàs i Ramón Miquel Bassa Martín.
D'entre totes les participacions i col·laboracions amb institucions i projectes, en destaquen fets com que ha estat membre del consell de redacció de les revistes Escola Catalana, Diónysos, Revista del Col·legi oficial de Doctors i Llicenciats, membre de la secció literària de l'Institut d'Estudis Penedesencs (2002-2007), del Grup de Treball del Projecte Cànon de la Institució de les Lletres Catalanes (des del 2008), i del grup de treball responsable del Pla de Lectura de Centre del Departament d'Educació de la Generalitat de Catalunya (des del 2009).
A partir de l'any 1990, l'autor inicia la seva trajectòria com a traductor L'any 1990 amb la publicació d'El misteri de l'habitació groga, i des de llavors ha traduït títols de literatura infantil i juvenil del castellà i el francès al català, com ara El lloro d'Américo(1992), Amb el mixet o sense el mixet (1993), de Colin Thibert; Kaopi(1993), El nen que vivia als estels (1996) o Les Fúries (2001).
Algunes de les seves obres han estat editades en braille i/o traduïdes al castellà, l'èuscar i el gallec. També ha traduït diverses obres del castellà i el francès al català.

## Narrativa Infantil i Juvenil
- “En Griset” (1997).
- “La nena que va pintar els cargols” (1999).
- “En Griset aventurer” (2000).
- “Les tortugues de l'àvia” (2001).
- “Dos ratolins de bosc” (2004).
- “La tortuga d'en Hans” (2004).
- “Els tresors del bosc” (2005).
- “El grill d'en Quim” (2006).
- “L'avi ocellaire” (2006).
- “El Roger i el xoriguer” (2009).
- “La Mariona Perquès” (2009).
- “Paraules bessones” (2010).
- "En Quim i el grill" (2014)
- "Vacances al poble dels avis" (2016)
- "El Xiquet i el poble perdut" (2016)

## Poesia infantil i juvenil
- "Endevinalles per a tothom" (2014)
- "Animals salvatges" (2015)
- "Els oficis" (2015)
- "Les joguines" (2015)
- "Nadal" (2015)
- "Anem al bosc!" (2016
- "Fem esport" (2016)
- "Mirem al cel" (2016)
- "Anem de Festa Major!" (2016)
- "Animals de la granja" (2017)
- "100 endevinalles noves per a tothom" (2018)
- "El cavaller Sant Jordi. La llegenda en rodolins" (2018)